# H 지수
h 지수(h-index), 또는 허쉬 지표는 연구자의 연구 생산성과 영향력을 알아보기 위한 지표이다.

## 정의
어떤 연구자의 h 지수는 그 사람이 쓴 모든 논문 중 n회 이상 인용된 논문이 n개 이상일 때, 이 둘을 동시에 만족하는 n의 최대값으로 한다.

h 지수를 그래프 상에서 표시한 그림

```

  

    

      

        

          

            
h

          

        

        

          
 지 수 

        

        
=

        

          
max

          

            
i

          

        

        
min

        
(

        
f

        
(

        
i

        
)

        
,

        
i

        
)

      

    

    
{\displaystyle {\mathit {h}}{\text{ 지 수 }}=\max _{i}\min(f(i),i)}

  

, 

  

    

      

        
f

        
(

        
i

        
)

      

    

    
{\displaystyle f(i)}

  

  

    

      

        

          
는 

        

        
 

        

          

            
i

          

        

        

          
 번 째  논 문 의  인 용  횟 수 

        

      

    

    
{\displaystyle {\text{는 }}\ {\mathit {i}}{\text{  번 째  논 문 의  인 용  횟 수 }}}

  

```

## 역사
미국의 물리학자 호르헤 허쉬에 의해 2005년 제안되었다. 이후 다양한 허쉬 유형 지수 (h-type indices)들이 개발되면서 연구자 및 학술지의 영향력 평가 방법론의 발전의 토대가 되었다. g 지수, A 지수, R 지수 등 다양한 평가 도구들이 지속적으로 발표되고 있다.

## 적용 및 비판
h 지수를 통하여 특정 연구자의 양적인 기여와 질적인 기여를 모두 평가할 수 있다.
그러나 h 지수가 특정 논문에 대한 저자의 기여도, 어떤 논문에 인용되었는지, 자기 인용을 얼마나 사용하였는지 등을 반영하지 못한다는 단점도 있다. 또한 임팩트 팩터와 마찬가지로, 서로 다른 분야의 학자들을 수평비교하기 어렵고, 경력이 많지 않은 연구자들에게 불리하다. 연구자의 연구 역량에 대한 정량적 비교 자체에 대한 비판도 있다.

## 같이 보기
- 임팩트 팩터
- 과학계량학
- 문헌정보학
- G 지수